# 청주 박훈 신도비
청주 박훈 신도비(淸州 朴薰 神道碑)는 충청북도 청주시 흥덕구 옥산면 신촌리에 있는 비석이다. 1995년 6월 30일 충청북도의 유형문화재 제181호로 지정되었다.

## 개요
신도비란 임금이나 고관의 평생업적을 기록하여 그의 무덤 남동쪽에 세워두는 것으로, 이 비는 조선 전기의 유학자인 박훈(1484∼1540) 선생의 공적을 기록하고 있다.
박훈은 연산군 10년(1504)에 과거에 합격한 후 여러 벼슬을 거쳐 관직이 승정원 동부승지에까지 올랐으나 기묘사화 때 화를 입어 17년간 유배생활을 하였다. 성품과 자질이 순수하고 행동에 지조가 굳고 법도가 있었다고 전한다.
비는 네모난 바닥돌 위에 비몸을 세우고 지붕돌을 올린 일반적인 모습으로, 지붕돌은 팔작지붕의 세부양식을 정교하게 본떴다.
영조 24년(1748)에 세운 것으로, 비문은 박필주가 짓고, 윤득화가 글씨를 썼으며, 뒷면에는 성운이 지은 글을 새겨 놓았다. 1957년 비를 보호하기 위해 목조기와집으로 된 비각을 세웠다.

## 참고 자료
- 청주 박훈 신도비 - 국가유산청 국가유산포털